# Karbidka

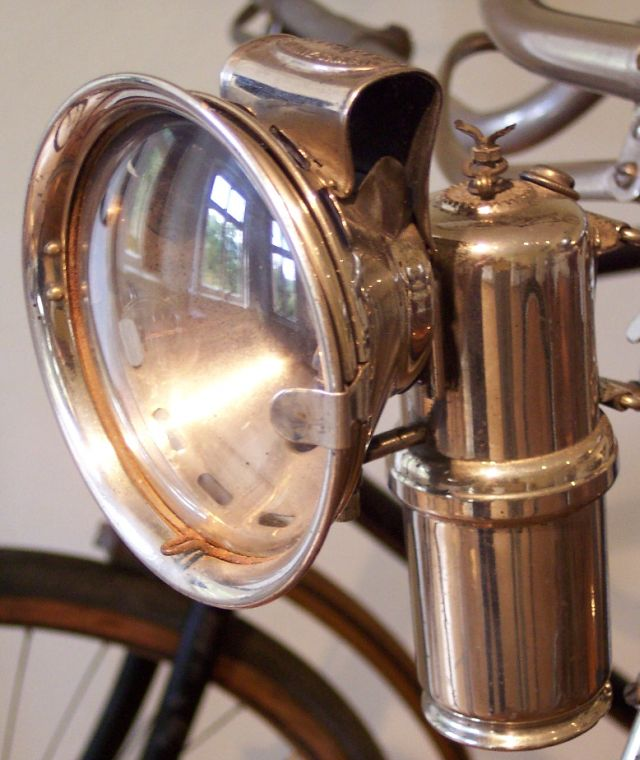
Karbidka na jízdním kole

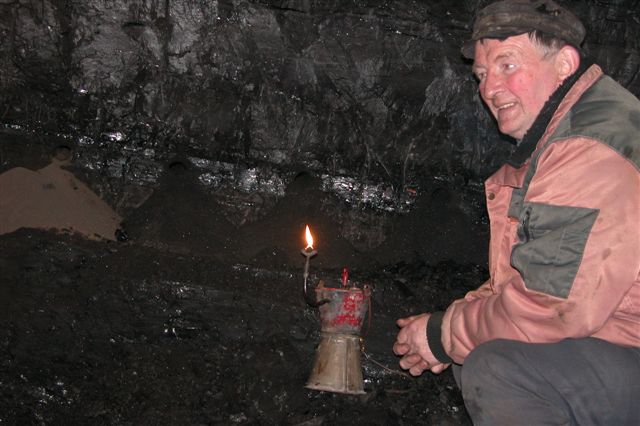
Karbidka v uhelném dole

Karbidka neboli karbidová svítilna je označení plynové svítilny, u které je zdrojem světla hoření acetylenu, který je vyráběn přímo ve svítilně reakcí vody s karbidem vápenatým.

## Princip
Karbidka je složena ze dvou komor, horní komory s vodou a dolní komory s karbidem vápenatým. Když se část vody z vodní komory dostane do komory s karbidem vápenatým, začne vznikat acetylen chemickou reakcí:
CaC2 + 2 H2O → C2H2 + Ca(OH)2
Vzniklý acetylen je pak odváděn na hořák, zatímco hydroxid vápenatý zůstává na dně komory jako odpad v podobě šedivé mazlavé hmoty.
Podle způsobu dávkování vody se karbidky dělí na dva typy:
- tlakové, u nichž je spodní komora tlaková, acetylen je v ní vyráběn do zásoby, voda se do ní pumpuje a rychlost spalování se reguluje ventilem na výstupu; a
- překapávací, u nichž voda postupně překapává a rychlost spalování je dána přímo rychlostí výroby plynu. Odezva na zvýšení či snížení rychlosti kapání je u tohoto typu zpožděná.

Mezi nádobkou s acetylenem a hořákem bývá filtr, vyráběný nejčastěji z pěnového polyesteru nebo z polyamidu.
Zejména u přenosných svítilen byl nejčastěji hořák přidělán přímo na těle nádob pro výrobu acetylenu, ale není to pravidlem. Novější přenosné jeskyňářské karbidky nabízejí připevnění hořáku na přilbu, acetylen je k němu pak veden hadičkou od vyvíječe acetylenu připevněného například na opasku. Podobně při využívání karbidových svítilen na domovní osvětlení býval vyvíječ umístěn mimo dům, kam byl do svítidel plyn přiveden v trubkách.

## Využívání
Dějiny rozvoje karbidových svítilen začínají v devadesátých letech devatenáctého století po objevu levného způsobu výroby karbidu vápenatého v roce 1892 Thomasem Willsonem. První hornickou karbidovou svítilnu si nechal patentovat 28. srpna 1900 Frederic E. Baldwin v New Yorku. A Gustaf Dalén objevil počátkem dvacátého století Dalénovo světlo.
Zpočátku bylo použití karbidových svítilen poměrně rozmanité, včetně veřejného nebo domovního osvětlení, ale postupně byly vytlačovány elektrickým osvětlením . Déle se udržely u pohyblivého nebo odlehlého osvětlení, kde nabízely poměrně dobrou výdrž při přijatelné váze a dokázaly tím konkurovat elektrickému světlu, které vyžadovalo těžké baterie. To se týkalo třeba osvětlení majáků, mechanických návěstidel, ale zpočátku také osvětlení dopravních prostředků (např. světlomety prvních automobilů Ford Model T) a také kapesních svítilen. Významné bylo používání karbidek v těžebním průmyslu, kde na mnoha místech patřily k standardní výstroji havířů, a v jeskyňářství.
Přetrvávající obliba u jeskyňářů byla dána několika výhodami karbidek. Jednak už sama reakce, při níž vzniká acetylen, vyrábí také teplo, takže je možné se o lampu ohřát a bránit tím podchlazení, jednak je karbidky možné vyrobit bez použití feromagnetických kovů, které by ovlivňovaly osvěcovaný kompas, jednak hořící acetylen vytváří výrazné saze, kterými je snadné dělat si pomocné orientační značky, a jednak má acetylenové světlo výhodnou barevnou teplotu. Na druhou stranu jsou zde nebezpečí, která plynou z toho, že se jedná o otevřený oheň, a není tady možné bezpečně karbidku používat zároveň s lany, která by od ní mohla chytit. Pokud se v podzemní prostoře nalézá výbušný plyn, může karbidka způsobit jeho výbuch (a v hornictví k takovým nehodám docházelo). Kromě toho je poměrně náročná na přísun kyslíku, kterého může být v malých prostorách nedostatek a člověk ho potřebuje k dýchání, a navíc při nedostatku kyslíku za nepříznivých podmínek při spalování vzniká jedovatý oxid uhelnatý. Samotný acetylen, pokud by unikal a nehořel, je narkotický. Proto s nástupem lehkých a levných čelovek se světelnými diodami došlo k ústupu používání karbidových svítilen i v amatérském jeskyňářství.